# CC 72000
СС 72000 — тепловоз, строившийся фирмой Alstom для компании SNCF в 1968—1974 годах. 
Заказ был сделан 29 декабря 1965, первым локомотив был введен в эксплуатацию 20 декабря 1967 г.
Первые 20 тепловозов достигали скорости 140 км/ч, у последующих максимальная скорость была увеличена до 160 км/ч. 30 локомотивов были отремонтированы, оснащены новыми, более мощными дизельными двигателями и получили новые номера в диапазоне CC 72100. 
В строю осталось только 26 локомотивов, 30 было выведено из эксплуатации, в том числе и 12 в 2005 году. 
В августе 2007 года шесть экземпляров проданы в Марокко, Марокканским железным дорогам (ONCF).